# Альбервиль
Альберви́ль (фр. Albertville, иногда употребляется название Альбертвиль; франкопров. Arbèrtvela) — город во французском департаменте Савойя в регионе Овернь — Рона — Альпы, основанный в 1836 году на берегах рек Арли и Изер. Город назван в честь короля Сардинского королевства Карла Альберта, отца Виктора Эммануила II, в состав которого тогда входила Савойя.
Население города в 1999 году составляло 17,3 тыс. жителей. Высота над уровнем моря колеблется от 325 до 2030 метров.
Альбервиль — популярный зимний курорт. В 1992 году в городе проходили зимние Олимпийские игры.
Хотя Альбервиль основан только в XIX веке, частью города является Конфлан — поселение с сохранившимися зданиями XIV века.
В конце XII века госпитальеры ордена Святого Иоанна Иерусалимского основали гостеприимный дом для путешественников и паломников на территории современного Альбервилля.
На протяжении веков город, согласно историческим фактам о Савойе, принадлежал графам и герцогам Савойских, которые стали королями Сардинии, иногда город был под контролем французских войск до воссоединения города с Францией в 1860 году.

## Города-побратимы
- Винненден (нем. Winnenden), Баден-Вюртемберг, Германия
- Сен-Адели, Квебек, Канада

## Известные уроженцы
- Жан-Лу Фелисиоли (род. 1960) — французский художник и режиссёр-аниматор. Номинант на премии «Сезар» и «Оскар».
- Жюлья Симон (род. 1996) — французская биатлонистка. Обладательница Кубка мира, шестикратная чемпионка мира.
- Жюстин Брезаз-Буше (род. 1996) — французская биатлонистка. Олимпийская чемпионка, трёхкратная чемпионка мира.